# Heptacarpus franciscanus
Heptacarpus franciscanus is een garnalensoort uit de familie van de Hippolytidae. De wetenschappelijke naam van de soort is voor het eerst geldig gepubliceerd in 1921 door Schmitt.